# جاك موريباس

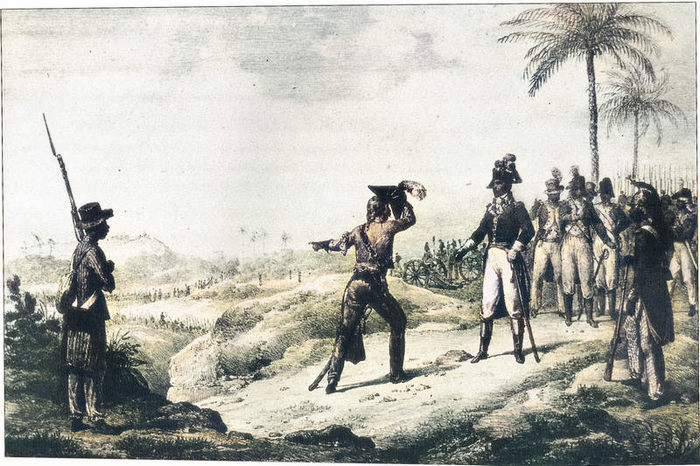
استسلام موريباس

جاك موريباس  (بالإنجليزية: Jacques Maurepas)، توفي في 19 سبتمبر 1802 كان سياسيًا هايتيًا. كان جاك موريباس قائد مدينة بورت دی بيه في شمال شرق سانتو دومينغو (هايتي الحالية). أرسل نابليون جيشًا كبيرًا بقيادة صهره الجنرال تشارلز لوكلير إلى المدينة للإطاحة بتوسان لوفرتور.
قبل وصول لوكلير، أمر لوفرتور موريباس ببذل أقصى مقاومة ممكنة لجميع السفن التي قد تظهر أمام بورت دو بيه، وفي حالة عدم كونه قويًا بما يكفي (حيث كان لديه نصف لواء فقط)، فإن عليه أن يحرق المدينة بالكامل ثم ينسحب بعد ذلك إلى الجبل، ويأخذ معه الذخيرة من جميع الأنواع؛ ليدافع عن نفسه هناك حتى الموت.
في 12 فبراير 1802، ظن موباس أن القوات الفرنسية وصلت إلى المدينة، فأشعل النار فيها. وتراجعوا إلى جبل يسمى الأجنحة الثلاثة بالقرب من المدينة. وعندما وصل الجنرال الفرنسي هومبيرت، وجد المدينة تحترق.
في 13 فبراير، ذهب هومبرت إلى الحرب ضد موباسان، لكنه هُزم تمامًا. وعندما سمع شارل ليكلير هذا الخبر الرهيب، أرسل الجنرال ديبل بحراً لمحاربة موباسان، الذي هزم أيضاً جيش ديبل. ومع ذلك، استسلم موباسان للفرنسيين بدلاً من مواصلة القتال.
أدمجه الجنرال ليكلير في الجيش الفرنسي كما وعده ووضعه تحت سلطة الجنرال المدعو برونيت الذي كان يقود بورت دو بيه. بعد الاشتباه في مشاركته في ثورة قادها العقيد فرانسوا كابوا (كابويس لا مورت)، تم القبض عليه وعلى عائلته وبعض الجنود من قبل بروينت وتم نقلهم إلى كاب فرانسيه (كاب هايتيان حاليًا).     